# Teniente de fragata
Teniente de fragata, empleo militar de la Armada equivalente a primer teniente en otros ejércitos.
En Argentina lleva dos galones, uno de 14 mm, el otro de 7 mm, el primero de ellos con coca.
En la Armada Argentina es mayor que teniente de corbeta, e inferior a teniente de navío
- Datos: Q1453734